# DRADIS
Ne doit pas être confondu avec TARDIS.
Le DRADIS est un type de radar à balayage fictif dans la série télévisée Battlestar Galactica.
DRADIS est l'acronyme de « Direction, RAnge and DIStance » (en français Direction, Portée et distance). Il permet une détection bi- ou tri-dimensionnelle des vaisseaux spatiaux. Sur le DRADIS, les vaisseaux sont indiqués par des pictogrammes selon leur appartenance : de couleur verte pour les vaisseaux coloniaux, rouge pour les vaisseaux inconnus / non répertoriés (la plupart du temps, ce sont des vaisseaux cylons).
Tous les vaisseaux humains en sont équipés, qu'ils soient civils ou militaires (les Battlestars, les Vipers, etc.). Il existe un type de  vaisseau militaire spécialisé dans la détection DRADIS : le Rapace.